# Batalion „Volontari di Sardegna – Giovanni Maria Angioy”
Batalion „Volontari di Sardegna – Giovanni Maria Angioy” (wł. Battaglione "Volontari di Sardegna – Giovanni Maria Angioy") – ochotniczy oddział wojskowy Sił Zbrojny RSI złożony z Sardyńczyków, walczący podczas II wojny światowej.
Po utworzeniu w połowie września 1943 r. Włoskiej Republiki Socjalnej (RSI) podsekretarz Prezydium Rady Ministrów Francesco Maria Barracu, pochodzący z Sardynii, wystąpił z pomysłem sformowania oddziału wojskowego składającego się jedynie z Sardyńczyków. Po uzyskaniu zgody ze strony władz RSI organizatorem oddziału został płk Fronteddu. Żołnierze b. Królewskiej Armii Włoskiej pochodzenia sardyńskiego dostali do wyboru wyjazd do pracy w Niemczech lub wstąpienie do nowo formowanego w Capranica na Sardynii oddziału. Ostatecznie utworzono wzmocniony batalion piechoty w sile ok. 1 tys. ludzi, który otrzymał oficjalną nazwę „Volontari di Sardegna – Giovanni Maria Angioy” na cześć sardyńskiego bohatera narodowego. Żołnierze batalionu byli uzbrojeni we włoską broń strzelecką. W listopadzie 1943 r. oddział przeniesiono do Rzymu, gdzie przebywał do 12 grudnia. W tym czasie doszło do dezercji we wsi Sutri 18 Sardyńczyków z bronią w ręku. Żołnierze batalionu mieli też coraz gorsze stosunki z Niemcami. W styczniu 1944 r. przetransportowano ich do wsi Opicina w rejonie Triestu. Batalion okazał się mało efektywnym oddziałem. 14 sierpnia w Padwie płk Fronteddu został zabity przez partyzantów. Nowym dowódcą batalionu mianowano kpt. Achille Manso. Pod koniec sierpnia doszło do kolejnej dezercji ze strony 28 żołnierzy. Około 200 Sardyńczyków zdezorganizowanego batalionu zostało włączonych do XIV Batalionu Straży Granicznej w Fiume. Inna grupa Sardyńczyków od czerwca do listopada przechodziła w Padwie zorganizowane przez Niemców przeszkolenie spadochronowe w celu wykonywania zadań sabotażowo-dywersyjnych. W styczniu 1945 r. resztki Batalionu „Volontari di Sardegna – Giovanni Maria Angioy” zostały połączone z uznanymi za najbardziej lojalnych wobec III Rzeszy żołnierzami pochodzenia sardyńskiego z 29 Dywizji Grenadierów SS (1 włoskiej) i Hiszpanami z Einheit Ezquerra, po czym włączono ich do 28 Ochotniczej Dywizji Grenadierów Pancernych SS „Wallonien”.